# Phyllodesma
Phyllodesma là một chi bướm đêm trong họ Lasiocampidae. Chi này có các loài sau:
- Phyllodesma ilicifolia
- Phyllodesma japonicum
- Phyllodesma tremulifolium
- Phyllodesma kermesifolium
- Phyllodesma suberifolium
- Phyllodesma priapus
- Phyllodesma ambigua
- Phyllodesma alice
- Phyllodesma hyssarum
- Phyllodesma joannisi
- Phyllodesma jurii
- Phyllodesma mongolicum
- Phyllodesma griseum
- Phyllodesma sinina
- Phyllodesma occidentis
- Phyllodesma americana
- Phyllodesma coturnix

## Hình ảnh

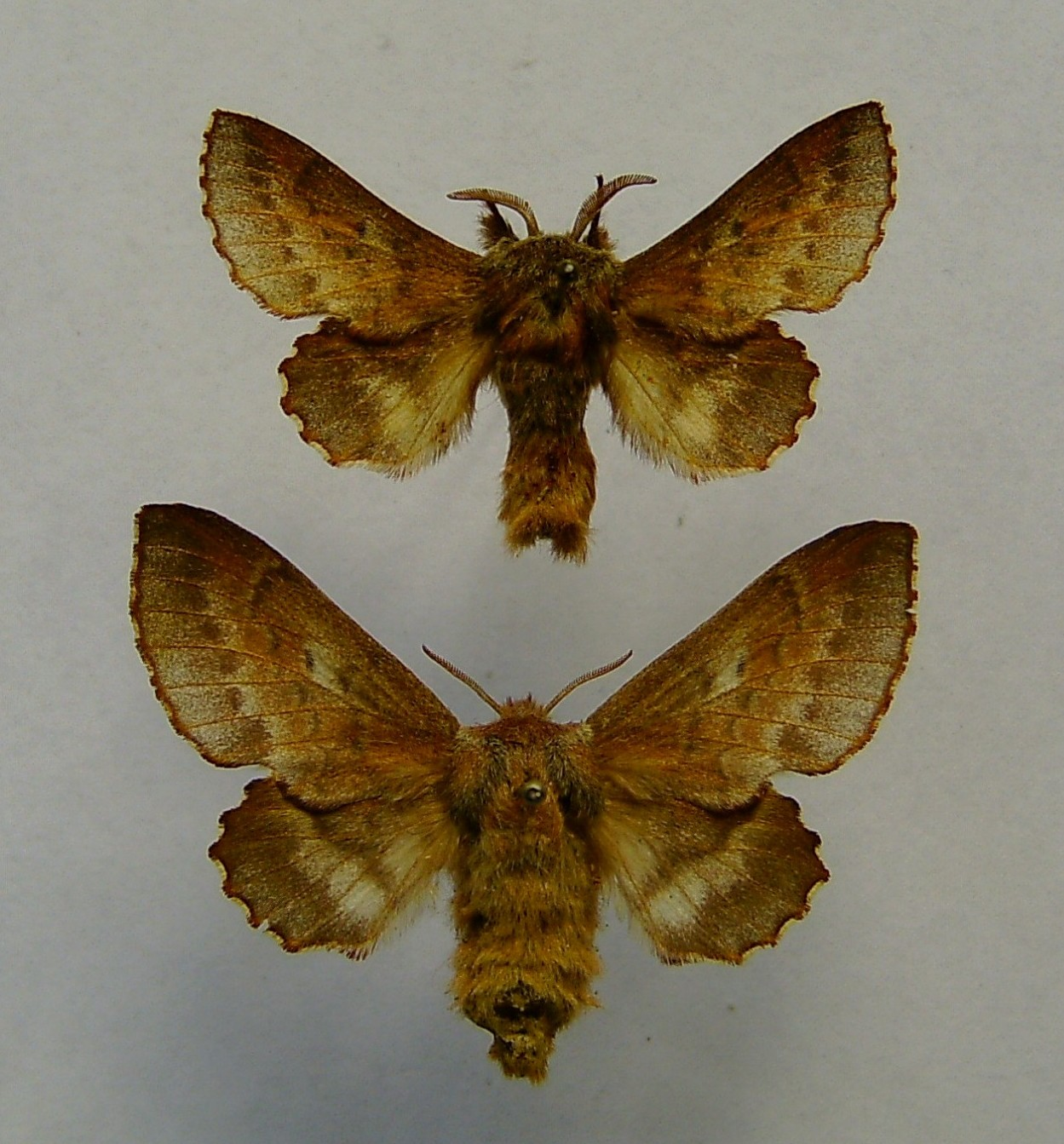
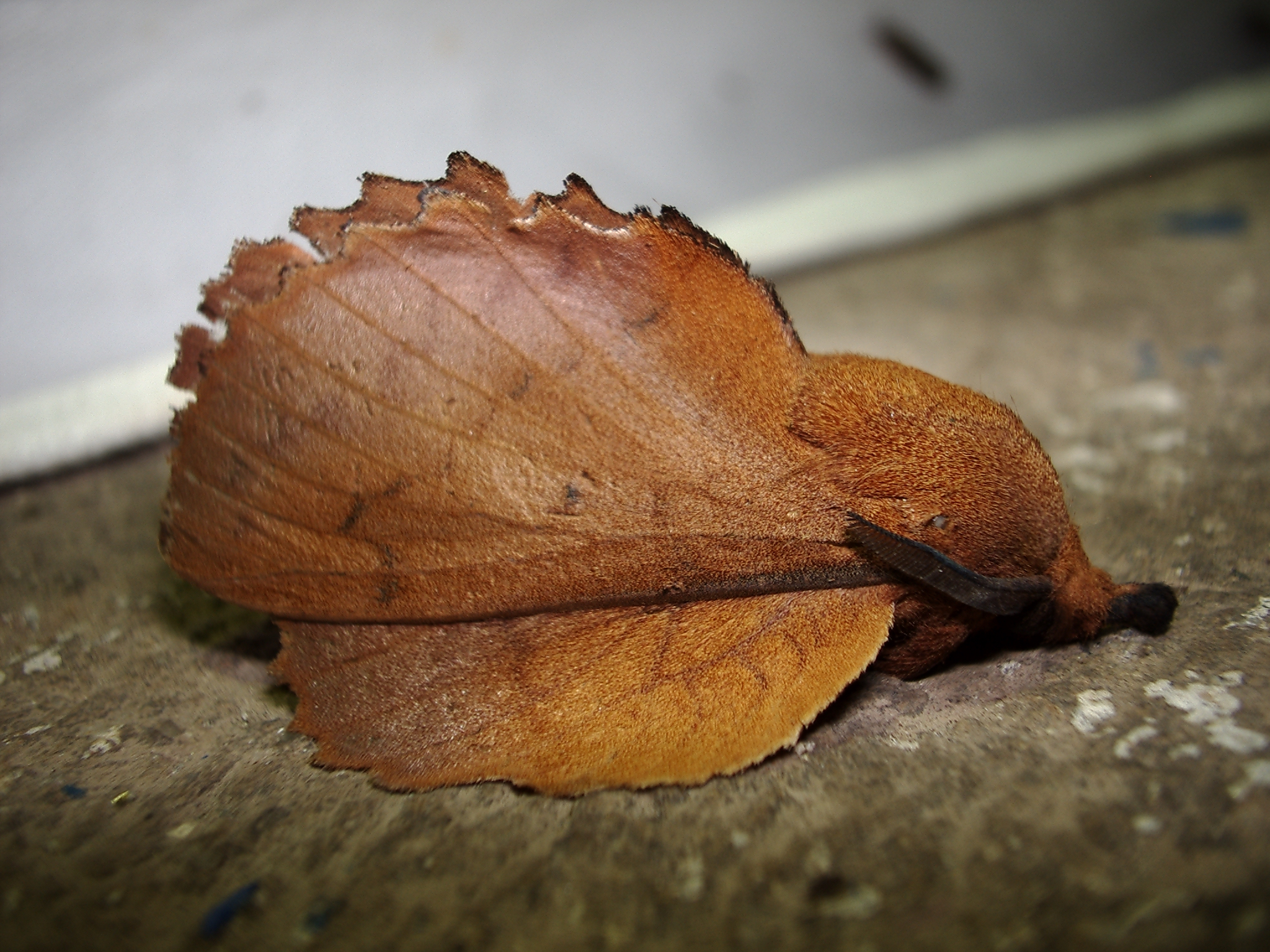